# Храбрый оленёнок (мультфильм)
«Храбрый оленёнок» — советский рисованный мультфильм по рассказу Евгения Фрейберга.

## Сюжет
На берегах холодного моря наступила зима, и старый вожак Тургун повёл своё стадо оленей на юг. В пути северные олени должны были перейти горы, а затем реку, чтобы выйти на пастбища, где растёт ягель.
В стаде был оленёнок Айхо со своей мамой оленихой Танганэ. Над его трусостью то и дело измывалась старая ворчливая однорогая олениха.
В горах осторожный вожак заметил стаю волков, преследовавших оленей, и побежал, заманивая всех хищников к пропасти. Перепрыгнув её, вожак вернулся к стаду и повёл его дальше. Но один самый сильный матёрый волк выследил оленей и пошёл за ними.
Началась пурга, и оленёнок с матерью далеко отстали от стада. Когда пурга утихла, они попытались догнать стадо, но волк нашёл их раньше. Надо было бежать к реке. Почти перейдя реку, олениха провалилась в полынью и не смогла сама выбраться. Оленёнок в отчаянии побежал искать вожака. Умный вожак и его олени проломили лёд от берега до полыньи, и Танганэ смогла выбраться на берег. А храбрый Айхо в это время все бегал, отвлекая от матери волка и затем выводя его к уже пустой полынье. Туда вожак и столкнул волка рогами. Так стадо без потерь добралось до пастбища.
Все признали Айхо отважным, и даже непреклонная на этот счёт Однорогая заметила, что у него появились рожки — давняя мечта оленёнка.

## Создатели
| Сценарий                   | Жанны Витензон |
| Режиссёры                  | Ольга Ходатаева, Леонид Аристов |
| Художник                   | Александр Трусов |
| Композитор                 | Георгий Крейтнер |
| Операторы                  | Николай Воинов, Елена Петрова |
| Звукооператор              | Николай Прилуцкий |
| Ассистенты режиссёра       | Е. Новосельская, Нина Майорова |
| Художники-мультипликаторы: | Рената Миренкова, Вячеслав Котёночкин, Владимир Пекарь, Лидия Резцова, Борис Бутаков, Кирилл Малянтович, Вадим Долгих, Дмитрий Белов, Владимир Балашов, Владимир Крумин |
| Художники-декораторы:      | Ирина Светлица, Вера Роджеро, Вера Валерианова |

## Награды
- 1958 — XII Эдинбургский международный кинофестиваль — диплом[2].